# Bagrus orientalis
Bagrus orientalis är en fiskart som beskrevs av George Albert Boulenger 1902. Bagrus orientalis ingår i släktet Bagrus och familjen Bagridae. IUCN kategoriserar arten globalt som livskraftig. Inga underarter finns listade.